# Fleet F-10G
Fleet F-10G a fost un avion biplan, biloc, de școală și antrenament faza I, produs în România pe baza unei licențe americane Consolidated/Fleet. Putea fi folosit și ca avion de legătură.

## Istoric
Avionul Fleet Model 10 a fost dezvoltat din Fleet Model 7, pentru a fi exportat în Europa. Versiunea Fleet Model 10G era echipată cu motorul de Havilland Gypsy Major, din care au fost contruite circa 70 de exemplare pentru România și Portugalia. România a achiziționat licența de fabricație și în anul 1936 a început producția avionului la IAR Brașov, sub denumirea IAR F-10G, echipându-l cu motorul IAR 4-G1, variantă a motorului de Havilland Gypsy Major produsă sub licență la Brașov. Aici s-a produs o serie de 95 de avioane. În 1937 producția a fost transferată la ICAR, unde s-au realizat 210 exemplare sub denumirea ICAR F-10G. În 1939 producția a fost transferată din nou, la SET, unde s-au realizat încă 80 de exemplare, sub denumirea SET F-10G.

## Descriere
Avionul era un biplan cu două locuri în tandem. Lonjeroanele aripilor erau din lemn de brad, iar nervurile din duraluminiu. Tot din duraluminiu erau bordurile de atac și de fugă ala aripilor. Restul structurii, inclusiv a ampenajelor, era metalică. Avionul era împânzit în întregime și avea tren de aterizare fix, necarenat.

## Caracteristici IAR F-10G
Echipaj: 1 pilot + 1 elev sau pasager
Caracteristici tehnice:
- Lungime: 7,290 m
- Anvergură: 8,530 m
- Înălțime: 2,500 m
- Suprafață portantă: 18,0 m2
- Masă (gol): 530 kg
- Masă (gata de zbor): 780 kg
- Motor: 1 x IAR 4-G1 (de Havilland Gipsy Major) de 130 CP (96 kW)

Performanțe:
- Viteză maximă: 185 km/h
- Viteză minimă: 90 km/h
- Timp de urcare:
  - la 2000 m: 13 min 18 s
  - la 3000 m: 22 min
- Plafon de zbor: 3000 m
- Autonomie: 2 h